# Johann Just Winckelmann

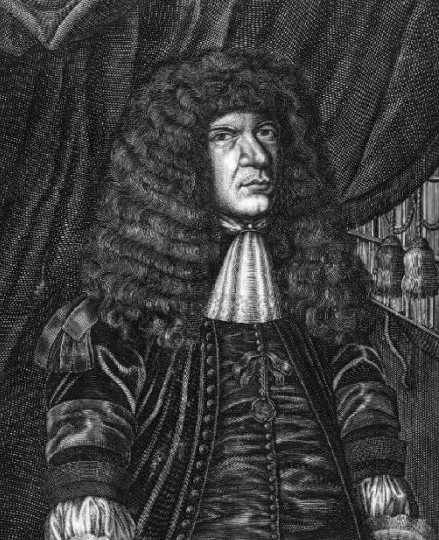
Johann Just Winckelmann

Johann Just Winkelmann (Gießen, 1620 - 1699 of 1697) was een Duits geschiedkundige en auteur.

## Biografie
Hij was een leerling van Johann Balthasar Schupp uit Marburg. Onder het pseudoniem Stanislaus Mink von Wennsshein (of von Wenusheim, soms Winusheim) creëerde hij een mnemotechnisch systeem afgeleid van dat van Pierre Hérigone.

## Werk
Stanislav Mink von Weunssheim, Relatio novissima ex parnasso de arte reminiscentiae